# 午後の国
『午後の国』（ごごのくに）は、冨士宏によるSF漫画作品である。本作は大別するとNG版、『午後の国物語』というタイトルがつけられたラポート版、その他に分類される。

## 概要
はるか未来の世界。科学の発展によって肥大化した都市と、戦争の傷跡が残る荒廃した大地を背景に、決して明るいとは言えない時代を生きる人々の姿を描いている。小さな村「バルハラ」を舞台に、主人公の少年「ベル」と、その父親「ゴング」、ベルの親友で有尾族の「クリップ」の3人を主軸にしてストーリーが展開する。
2002年にはまんがの森による限定販売で、後述する「午後の国スペシャル」を除く全ての作品を網羅した単行本『午後の国物語Remix』が、2008年8月20日に増補改訂版となる『午後の国物語Remix+』が徳間書店から発売された。さらに2008年8月19日発売の『月刊COMICリュウ』10月号には書き下ろしの新作4ページが掲載された。

### NG版『午後の国』
NG版『午後の国』は『NG』の季刊誌時代（1983年～1986年）に連載されていた作品。ページ数は2～4ページの短編で全14話。
また、『NG』月刊化後には番外編として「午後の国スペシャル バレンタインデー大作戦の巻」が掲載された。これは当時のナムコの人気キャラクター達をメインに扱った作品で、『午後の国』本編から登場するのはクリップのみである。
NG版『午後の国』はプレイステーション版『ナムコミュージアムVOL.3』および『ナムコヒストリーVOL.3』にも収録されている。前者では解像度の問題で、細かい文字が潰れて読み難くなっている。

### ラポート版『午後の国物語』
NG版と時を同じくして、ラポートより『アニメック』増刊号として発行された『まんがアニメック』『ステイ』に掲載された、一話読み切り形式の短編作品。計4作品あり、1987年には描き下ろし2話を加えた単行本がラポートから発売された。

### その他
- 1995年にソフトバンクから発売された『ザ・ナムコ・グラフィティ（1）』（ISBN 9784890525850）には、NG版の全作品と書き下ろしの「午後の国外伝 フルーツ」が収録されている。
- 2011年、全体の世界観を示したプロローグ的作品「午後の国　クリップとベル」(16ページ)を月刊COMIC RUSH2011年3月号（発行：ジャイブ）にて発表。同社発売のアンソロジーコミック『僕らのナムコ80'sトリビュートコミック』（ISBN 9784861768248）に収録。
- 冨士宏のオフィシャルサイトでは主にラポート版の前日談のウェブコミックが掲載。

## 世界観
ミレニアムポリス
セブンスヘブン、オリュンポス、タル・タロスといった、冥界の名を冠した巨大都市。「午後の国」の世界では国家という概念は既に無く、代わりに都市による統治が行われている。かつては全世界に16の都市が存在していたが、現在では戦争の影響により3つの都市が消滅している。
バルハラ
ミレニアムポリス「セブンスヘブン」の郊外にある小さな集落で、物語の主な舞台。外部からの流入者を広く受け入れており、特に年2回行われる大バザールでは大きな賑わいを見せている。村議会のような行政・司法機関は持っておらず、クロコダイル家とゴンザレス家の2大派閥によって実質的に取り仕切られている。
有尾族（テイルズ）
シェーレン軍によって生み出された戦闘用人工生命体。人間と蜥蜴を合わせたような姿をしており、その外見は伝説上の生物リザードマンを連想させる。かつてはバイオニック・オーガノイド・ソルジャーの略でB.O.Sとも呼ばれていた。戦争終結後、除隊した有尾族は人間社会の中に溶け込んでいった。戦闘兵器として作られたため運動能力は非常に高い。その経歴も相まって世間からは厄介者扱いされる事もしばしばあり、生活苦からやむなく犯罪に走る者も少なくない。培養槽で育成された第一世代と、交配によって母親の胎内から生まれた第二世代とに分けられている。
午後の国のアリス
ミレニアムポリス「ノースメイフ」のTV局によって製作された子供向け特撮番組。正式名称は「午後の国にて アリスの庭」。10数年前に製作された番組であるにもかかわらず根強い人気を誇り、幾度となく全国ネットで再放送されている。幅広い年齢層から支持され、最高70%の視聴率を獲得した大ヒット番組である。

## キャラクター
ベル・アレクサンダー・ブルベリー（NG版ではベクター）
物語の主人公。明るく優しい多感な少年で、父親の影響からか機械に強い。5歳の頃までセブンスヘブンで暮らしていたが、あまり良い思い出は残っていない。おとなしく真面目そうに見えて、スクラップ置き場に機械のパーツを探しに行ったり、農場に忍び込んで果物を盗み食いするなど行動的な一面も持っている。
ゴング・エイドリアン・ブルベリー（NG版ではベクター）
ベルの父親。かつてはセブンスヘブンの大企業に勤めていたエンジニアだったが、退職してベルと共にバルハラに移り住んだ。同時期に妻と離婚している。現在は機械の修理工を主な仕事としている。様々なメカを設計・自作するのが趣味。
クリップ・クロコダイルマウス
ベルの親友で、バルハラの有力者の息子。普段はクールで落ち着いた性格をしているが、父親の事を悪く言われると激怒する。有尾族であるため、子どもながらも抜群の運動神経を持っている。
マノン・マロニエ
ベルの家で使われている家庭用お手伝いロボット。マノン・マロニエという名は製品名で、マノンがシリーズ名、マロニエがモデル名を指す。旧式のモデルであり、性能はあまり良くない。時折不可思議な行動をとることがある。
ロケット・サンダー
ソーイングシード農場に勤める農夫で自称「バトル・ファーマー」。皆からは「ロクさん」の愛称で親しまれている。野菜作りを生きがいにしており、時折シオドアと共に新種の野菜作りも手がけている。妻のレイチェルとの間にはジェットという一人息子がいる。
シオドア・ソーイングシード
ソーイングシード農場の農場主で、ロケットの義父にあたる。農場の経営はほとんどロケットに任せており、自身はバイオ農法による新種の野菜作りに情熱を注いでいる。
ハッサン・バヤールJr
バルハラで唯一の金物屋。優れた板金成型の技術を持っており、それを活かして様々なものを金属板のたたき出しで作り上げる事ができる。目下の悩みは嫁探し。
ドラゴン・クロコダイルマウス
クリップの父親。かつてシェーレン軍に所属していた有尾族の元兵士で、軍を除隊後、ゴミ拾いから身を起こして、現在ではバルハラを二分するほどの有力者に成り上がった。
パコ・ルイス（ウェブコミック版ではゴンザレス）
ゴンザレス家の息子。クリップとは面を付き合わせる度にいがみ合っている。大柄な体格と勝気な性格に反して、怖い話が大の苦手。サンダという幼い妹がいる。
ドン・ガルシア
ゴンザレス家の当主で、パコの父親。ライバルであるドラゴンの事を盟友と呼び、裏ではお互いに牽制し合いながらも、表面上は親しく付き合っている。
グレイス・ジョーンズ
「午後の国のアリス」に登場するアリスに瓜二つな容姿を持つ少女。余りにもアリスに似ているため、よく声をかけられるが、その事に対してはやや複雑な感情を抱いている。人見知りをしない活発な性格で、周囲を惹きつける不思議な魅力を持つ。
ハワード・ジョーンズ
グレイスの父親。各地を渡り歩き、貨物を運搬する運輸会社「ラッシュ&リリース・カンパニー」の社長。現場主義な性格で、数十人に及ぶ従業員を自ら陣頭に立って指揮している。
アグネス・カニンガム
グレイスの母親。かつては「午後の国のアリス」で主演の初代アリス役を演じていた天才子役だった。俳優だけでなくニュースキャスターや番組司会など、あらゆる方面で才能を発揮し将来を有望視されていたが、17歳の若さで芸能界を引退。現在では仕事と家事を両立する良き母親として生活している。